# Banco Hispano Americano
El Banco Hispano Americano (BHA) fue un banco privado español que operó durante buena parte del siglo XX, llegando a ser en su época una de las entidades financieras más importantes del país. Las actividades del Hispano Americano no se limitaban solo al sector financiero y tuvo también una presencia destacada en el sector industrial a través de diversas inversiones. También estuvo ligado al comercio exterior, operando en numerosos países.  
En 1991 el Hispano Americano acordó una fusión con el Banco Central, de cuya unión nació el Banco Central Hispanoamericano (BCH).

## Historia

### Inicios y desarrollo
Su creación corrió a cargo de un grupo de inversores reunidos por Antonio Basagoiti Arteta, empresario vizcaíno que había hecho fortuna en México en el sector textil, coriáceo, agrario y ferroviario. Entre el grupo se encontraban las familias Zaldo e Ibáñez, que también habían prosperado en territorio americano. Del cónclave inversor derivó el 25 de octubre de 1900 la fundación de una entidad financiera con vocación nacional. Hasta entonces sólo el Banco de España tenía sucursales en todo el territorio español y los fundadores del BHA quisieron crear una infraestructura bancaria, de carácter privado, de ámbito peninsular.
A finales del año 1913 BHA sufrió una crisis de confianza motivada por la rumoreada presencia comercial que el banco tenía en México, entonces azotado por la inestabilidad política. La crisis se resolvió con la intervención del Banco de España, que actuó por primera vez como prestamista de última instancia. Del proceso se consolidó una política gestora conservadora que previno una excesiva implicación durante la Primera Guerra Mundial, a diferencia de otras entidades. A partir del año 1929 y a raíz del nombramiento de Andrés Moreno García como director general, la gestión se descentralizó.

### Inversiones en el sector industrial
A lo largo de su existencia la entidad realizó importantes inversiones en el sector industrial español. Estuvo estrechamente asociado con la creación en 1928 de la Compañía Arrendataria del Monopolio de Petróleos (CAMPSA), o de la empresa Hidroeléctrica de Cataluña en 1946. A mediados de la década de 1950 el banco tuvo un papel destacado en las negociaciones que llevaron a la adquisición de las minas de Riotinto a la británica Rio Tinto Company Limited, formando también parte del consorcio que acabó constituyendo la Compañía Española de Minas de Río Tinto para la explotación de los yacimientos. Ligado a la Sociedad Española de Construcciones Electromecánicas (SECEM), en 1978 la entidad dio apoyo financiero a la operación que llevaría a la constitución del holding Ibercobre.
En 1976 se ultimaron los detalles para las absorciones de Banco Mercantil e Industrial y Banco de Gijón. En diciembre de 1976 abrió una oficina de representación en Teherán, la primera que abriera un banco español, con el objetivo de canalizar actividades comerciales entre Irán y España. Ese mismo año Banco Hispano Americano y Banco Urquijo habían creado una sociedad destinada al fomento y gestión de operaciones comerciales e industriales españolas en Irán, así como a la captación de recursos de aquel país. Entre las empresas participantes en la sociedad se encontraban Duro Felguera, Entrecanales y CAF. La estrategia expansiva que seguía hizo que en el año 1977 se situara en el segundo lugar del ranking bancario español.
La apertura de una oficina en Teherán no fue el único caso de expansión internacional, ya que BHA se estableció en ciudades tales como Río de Janeiro, São Paulo, Londres, Lisboa y Moscú.
En 1984, el Ministerio de Economía y Hacienda le adjudicó el Banco del Norte, como consecuencia de la reprivatización de los bancos del Grupo Rumasa.

### Crisis y saneamiento
Como consecuencia del pacto de las Jarillas, signado en 1944 entre los marqueses de Aledo y de Urquijo, las operaciones de la banca industrial quedaron en manos del Banco Urquijo. La crisis industrial de finales de los años 70 y principios de los 80 afectó severamente a la cartera industrial de los bancos. En el año 1984 la mala situación que atravesaba era tal que el entonces presidente de BHA, Claudio Boada, se vio forzado a no repartir dividendos. El Banco de España supervisó un largo proceso de saneamiento y aportó unas ayudas de 45.000 millones de pesetas que en parte hubieron de ponerlas el resto de los grandes bancos y el Fondo de Garantía de Depósitos. Esos recursos fueron devueltos cuando el Hispano vendió en noviembre de 1988 el Banco Urquijo Unión al Grupo March. Por esta venta el Hispano obtuvo 67.500 millones de pesetas.

### Fusión con el Central
La fusión en 1991 con Banco Central fue el culmen de un proceso de unión cuyo primer intento databa de la década de los sesenta. El primer proyecto lo llevaron a cabo Ignacio Villalonga y Antonio Basagoiti a mediados de los sesenta. Cuando la operación estaba ya prácticamente cerrada, el ministro de hacienda Juan José Espinosa San Martín y su subsecretario Luis Valero Bermejo, pensaron que el nuevo banco iba a adquirir demasiado poder y le negaron los beneficios fiscales solicitados. La fusión se encarecía tanto que Villalonga abandonó la idea. Con Luis de Usera al frente del BHA y Alfonso Escámez del BC se produjo una nueva tentativa que tampoco fructificó. El canje accionarial propuesto no satisfizo a Usera tras valorar los balances. El tercer intento ocurrió en 1989, con Claudio Boada en la presidencia, pero el resultado de las negociaciones no permitió encimar ningún acuerdo.
Finalmente se llegó a un acuerdo en 1991. Las conversaciones entre los presidentes de las entidades condujeron a la redacción de un documento de intenciones, suscrito el 14 de mayo y aprobado el mismo día por los consejos de administración de ambos bancos. En él se enumeraron doce puntos mediante los que se materializaría la unión. Se puso de manifiesto, entre otras cosas, la complementariedad entre los bancos, el canje accionarial por el que los accionistas de BHA recibirían cinco acciones de BC por cada seis de BHA y la composición del consejo de administración de la nueva entidad.
El 30 de octubre de 1991 los accionistas de los bancos BC y BHA votaron la fusión bancaria. Por las condiciones en que se desarrollaría el proceso, la fusión fue realmente una absorción de BHA por parte de BC. El 1 de noviembre el Banco de España emitió un informe favorable a la operación. Asimismo la Dirección General de Tributos remitió toda la documentación presentada para formalizar la operación a la Comisión Delegada para Asuntos Económicos del Gobierno, que fue la encargada de dar el definitivo visto bueno antes de que lo aprobara el Consejo de Ministros. El 1 de enero de 1992 se registró oficialmente en la CNMV la ampliación de capital del Banco Central, por valor 34.069 millones de pesetas, prevista para la absorción formal del Hispano. El 30 de diciembre del año anterior, tras la última firma de la fusión, el Hispano había dejado de cotizar en Bolsa dando paso a las nuevas acciones del Banco Central Hispanoamericano que, una vez ampliado capital, empieza a contratar normalmente.

## Administración

### Presidentes
|      | Presidente                   | Periodo   |
| ---- | ---------------------------- | --------- |
| I    | Antonio Basagoiti Arteta     | 1901-1933 |
| II   | Luis Ibáñez Posada           | 1934      |
| III  | Ignacio Herrero de Collantes | 1935-1961 |
| IV   | Antonio Basagoiti Ruiz       | 1961-1968 |
| V    | Luis de Usera                | 1968-1983 |
| VI   | Alejandro Albert             | 1983-1985 |
| VII  | Claudio Boada Villalonga     | 1985-1990 |
| VIII | José María Amusátegui        | 1990-1991 |